# Dolophilodes distincta
Dolophilodes distincta là một loài Trichoptera trong họ Philopotamidae. Chúng phân bố ở miền Tân bắc.